# Beaver (Virginia Occidental)
Beaver es un lugar designado por el censo ubicado en el condado de Raleigh en el estado estadounidense de Virginia Occidental. En el Censo de 2010 tenía una población de 1308 habitantes y una densidad poblacional de 115,07 personas por km².

## Geografía
Beaver se encuentra ubicado en las coordenadas 37°44′20″N 81°9′8″O / 37.73889, -81.15222. Según la Oficina del Censo de los Estados Unidos, Beaver tiene una superficie total de 11.37 km², de la cual 11.28 km² corresponden a tierra firme y (0.73%) 0.08 km² es agua.

## Demografía
Según el censo de 2010, había 1308 personas residiendo en Beaver. La densidad de población era de 115,07 hab./km². De los 1308 habitantes, Beaver estaba compuesto por el 97.71% blancos, el 0.84% eran afroamericanos, el 0.15% eran amerindios, el 0.23% eran asiáticos, el 0% eran isleños del Pacífico, el 0.61% eran de otras razas y el 0.46% pertenecían a dos o más razas. Del total de la población el 0.92% eran hispanos o latinos de cualquier raza.